# Нова Весь (Торунський повіт)
Нова Весь (пол. Nowa Wieś) — село в Польщі, у гміні Любич Торунського повіту Куявсько-Поморського воєводства.
Населення — 342 особи (2011).
У 1975-1998 роках село належало до Торунського воєводства.

## Демографія
Демографічна структура станом на 31 березня 2011 року:
|          | Загалом | Допрацездатний вік | Працездатний вік | Постпрацездатний вік |
| -------- | ------- | ------------------ | ---------------- | -------------------- |
| Чоловіки | 170     | 32                 | 127              | 11                   |
| Жінки    | 172     | 41                 | 105              | 26                   |
| Разом    | 342     | 73                 | 232              | 37                   |